# Tinantia glabra
Tinantia glabra là một loài thực vật có hoa trong họ Commelinaceae. Loài này được (Standl. & Steyerm.) Rohweder miêu tả khoa học đầu tiên năm 1957.